# Casa al carrer Nou, 7-9 (Palafrugell)
La Casa al carrer Nou, 7-9 és una obra neoclàssica de Palafrugell (Baix Empordà) protegida com a Bé Cultural d'Interès Local.

## Descripció
Casa de planta baixa i dues plantes pis de dues crugies amb obertures d'arc emmarcades amb ressalts. A la clau de la porta hi figura la inscripció JB / 1894. Als pisos hi ha dobles balconades. En un costat hi ha un cos d'edificació més baixa, de planta i pis, sobre el qual hi ha una terrassa amb sortida des del segon pis. La casa és envoltada per pati i jardí per dos costats.

## Història
En aquesta casa hi va néixer el metge Josep Alsina i Bofill (1904-1993). L'any 2004 s'hi va col·locar una placa que en deixa constància.